# Wedmore
Wedmore är en ort och civil parish i Storbritannien.   Den ligger i grevskapet Somerset och riksdelen England, i den södra delen av landet, 190 km väster om huvudstaden London. Wedmore ligger 25 meter över havet och antalet invånare är 3 145.
Terrängen runt Wedmore är platt åt sydväst, men åt nordost är den kuperad. Runt Wedmore är det ganska tätbefolkat, med 144 invånare per kvadratkilometer. Trakten runt Wedmore består i huvudsak av gräsmarker.